# 常ノ山勝正
常ノ山 勝正（つねのやま かつまさ、1925年2月9日 - 1987年4月29日）は、岡山県児島郡小田村（現在の倉敷市）出身で、出羽海部屋に所属した大相撲力士。本名は橋本 正（はしもと ただし、旧姓は石川（いしかわ））。最高位は東前頭2枚目 （1952年5月場所）。現役時代の体格は175cm、98kg。得意手は左四つ、下手投げ、内掛けなど。
年寄・10代出羽海（元関脇・鷲羽山）の義理の叔父。

## 来歴・人物
実家は農家で、14歳の時に同郷の藤島親方（元横綱・常ノ花、後の出羽海親方）を慕って、出羽海部屋への入門を願った。だが、体重不足により新弟子検査で合格できず、1939年暮れの検査で飯を腹一杯に詰め、廻しに鉛を入れた上に水をたらふく飲んでようやく合格した。
当初の四股名は、本名でもある「石川」だったが、1944年5月より故郷に聳える山に因んだ「鷲羽山」に改名。その後、同郷の元・常ノ花（当時の藤島親方、1949年より出羽海部屋を継承）から2字を貰った「常ノ山」に四股名を改めた。取的時代は一門の大江戸と初っ切りを組んだことがある。
順調に出世し、1949年5月場所に於いて新入幕を果たし、同場所では11勝4敗と好成績を挙げた。小兵ではあったが下手投げをはじめ、内掛けや切り返し、時には蹴手繰りを見せるなど多彩な技を使って活躍し、技能賞を2回受賞した。1952年1月場所では、大内山を珍しい伝え反りで破ったこともある。
1957年3月場所限りで廃業後は大阪市内の日本橋地区で、ちゃんこ鍋店の「常の山」を経営、現在は遺族が経営を継いでいる。一時、前頭・２代目常の山の岳父だった。
1987年4月29日、消化管出血のため大阪市天王寺区内の病院で逝去。62歳没。

## 主な成績・記録
- 通算成績：266勝269敗15休　勝率.497
- 幕内成績：184勝205敗15休　勝率.473
- 現役在位：47場所
- 幕内在位：27場所
- 三賞：2回
  - 技能賞：2回（1950年5月場所、1953年1月場所）

### 場所別成績
| 1940年 （昭和15年） | （前相撲）           | x                      | （前相撲）           | x                 |
| 1941年 （昭和16年） | 新序 2–1             | x                      | 東序ノ口4枚目 5–3    | x                 |
| 1942年 （昭和17年） | 西序二段23枚目 4–4   | x                      | 東序二段13枚目 5–3   | x                 |
| 1943年 （昭和18年） | 東三段目47枚目 5–3   | x                      | 西三段目21枚目 6–2   | x                 |
| 1944年 （昭和19年） | 西幕下40枚目 4–4     | x                      | 東幕下34枚目 3–2     | 東幕下24枚目 2–3  |
| 1945年 （昭和20年） | x                    | x                      | x                    | 東幕下18枚目 4–1  |
| 1946年 （昭和21年） | x                    | x                      | x                    | 東幕下5枚目 3–4   |
| 1947年 （昭和22年） | x                    | x                      | 西幕下8枚目 3–2      | 西幕下2枚目 3–4   |
| 1948年 （昭和23年） | x                    | x                      | 東幕下2枚目 5–1      | 東十両10枚目 7–4  |
| 1949年 （昭和24年） | 西十両4枚目 9–4      | x                      | 東前頭20枚目 11–4    | 西前頭8枚目 8–7   |
| 1950年 （昭和25年） | 東前頭5枚目 1–6–8    | x                      | 東前頭14枚目 10–5 技 | 東前頭8枚目 6–9   |
| 1951年 （昭和26年） | 西前頭10枚目 8–7     | x                      | 東前頭9枚目 6–9      | 西前頭12枚目 9–6  |
| 1952年 （昭和27年） | 東前頭6枚目 10–5     | x                      | 東前頭2枚目 2–13     | 東前頭13枚目 7–8  |
| 1953年 （昭和28年） | 西前頭13枚目 10–5 技 | 西前頭6枚目 5–10       | 西前頭10枚目 8–7     | 東前頭8枚目 7–8   |
| 1954年 （昭和29年） | 西前頭9枚目 5–10     | 西前頭13枚目 7–8       | 東前頭14枚目 6–9     | 西前頭15枚目 7–8  |
| 1955年 （昭和30年） | 東前頭16枚目 8–7     | 東前頭14枚目 5–10      | 西前頭17枚目 10–5    | 西前頭8枚目 6–9   |
| 1956年 （昭和31年） | 東前頭11枚目 7–8     | 東前頭11枚目 7–6–2     | 東前頭12枚目 3–7–5   | 東前頭22枚目 5–10 |
| 1957年 （昭和32年） | 西十両2枚目 5–10     | 西十両7枚目 引退 7–8–0 | x                    | x                 |
| 各欄の数字は、「勝ち-負け-休場」を示す。 優勝 引退 休場 十両 幕下 三賞：敢=敢闘賞、殊=殊勲賞、技=技能賞 その他：★=金星 番付階級：幕内 - 十両 - 幕下 - 三段目 - 序二段 - 序ノ口 幕内序列：横綱 - 大関 - 関脇 - 小結 - 前頭（「#数字」は各位内の序列） |                      |                        |                      |                   |

### 幕内対戦成績
| 力士名 | 勝数 | 負数 | 力士名 | 勝数 | 負数 | 力士名 | 勝数 | 負数 | 力士名   | 勝数 | 負数 |
| ------ | ---- | ---- | ------ | ---- | ---- | ------ | ---- | ---- | -------- | ---- | ---- |
| 愛知山 | 7    | 2    | 明瀬川 | 1    | 0    | 東海   | 2    | 0    | 東富士   | 0    | 1    |
| 安念山 | 0    | 2    | 泉洋   | 3    | 4    | 大岩山 | 5    | 1    | 大内山   | 3    | 3    |
| 大熊   | 1    | 0    | 大瀬川 | 3    | 2    | 大ノ海 | 1    | 3    | 大ノ浦   | 0    | 1    |
| 大昇   | 6    | 6    | 大蛇潟 | 6    | 9    | 甲斐錦 | 3    | 0    | 甲斐ノ山 | 4    | 0    |
| 鏡里   | 1    | 1    | 神生山 | 2    | 0    | 神錦   | 5    | 7    | 起雲山   | 1    | 0    |
| 北ノ洋 | 4    | 6(1) | 清恵波 | 8    | 12   | 鬼竜川 | 2    | 1    | 九州錦   | 6    | 2    |
| 国登   | 3    | 6    | 高津山 | 1(1) | 3    | 小坂川 | 3    | 0    | 琴ヶ濱   | 3    | 2    |
| 琴錦   | 1    | 9    | 櫻國   | 5    | 0    | 潮錦   | 5    | 7    | 嶋錦     | 5    | 5    |
| 清水川 | 3    | 5    | 大天龍 | 4    | 3(1) | 楯甲   | 1    | 0    | 玉ノ海   | 1    | 4    |
| 鶴ヶ嶺 | 2    | 3    | 輝昇   | 3    | 8    | 十勝岩 | 1    | 1    | 時津山   | 3    | 3    |
| 時錦   | 0    | 2    | 豊登   | 1    | 1    | 七ッ海 | 1    | 2    | 名寄岩   | 4    | 7    |
| 白龍山 | 3    | 0    | 羽黒山 | 0    | 1    | 緋縅   | 4    | 2    | 備州山   | 1    | 7(1) |
| 平鹿川 | 2    | 1    | 広瀬川 | 9    | 4    | 福ノ里 | 3    | 2    | 藤田山   | 1    | 1    |
| 二瀬山 | 4    | 9    | 双ツ龍 | 4    | 1    | 不動岩 | 4(1) | 2    | 星甲     | 0    | 1    |
| 松登   | 1    | 0    | 三根山 | 0    | 2    | 緑國   | 3    | 0    | 宮錦     | 0    | 3    |
| 豊山   | 0    | 1    | 吉田川 | 3    | 3    | 芳ノ里 | 0    | 1    | 芳野嶺   | 2    | 2    |
| 吉葉山 | 0    | 1    | 米川   | 1    | 3    | 力道山 | 0    | 1    | 若嵐     | 1    | 0    |
| 若瀬川 | 3    | 8    | 若ノ海 | 1    | 1    | 若ノ花 | 0    | 4    | 若羽黒   | 0    | 2    |
| 若葉山 | 5    | 5    | 若前田 | 2    | 1    |        |      |      |          |      |      |

## 改名歴
- 石川（いしかわ）1941年5月場所 - 1944年1月場所
- 鷲羽山 正（わしゅうやま ただし）1944年5月場所 - 1948年5月場所
- 常ノ山 勝正（つねのやま かつまさ）1948年10月場所 - 1957年3月場所